# Pitești
Pitești (dawniej nazywane po polsku Piteszt) – miasto na Wołoszczyźnie w Rumunii, stolica okręgu Ardżesz, nad rzeką Argeș. Jest ważnym ośrodkiem handlowym i przemysłowym. W pobliżu Pitești w mieście Mioveni znajduje się fabryka i siedziba marki samochodów Dacia. W Pitești kończy się istniejący odcinek rumuńskiej autostrady A1 z Bukaresztu. 
W 1882 r. urodził się tu Ion Antonescu, związany potem z miastem również w biegu swojej kariery wojskowej, m.in. w 1933 r. jako dowódca dywizji stacjonującej w mieście. Na początku lat 50. w tutejszym więzieniu miał miejsce niesławny eksperyment, polegający na "reedukacji" więźniów poprzez tortury. Na przełomie lat 60. i 70. w kooperacji z francuskim Renault pobudowano fabrykę samochodów.

## Gospodarka
W mieście rozwinął się przemysł chemiczny, maszynowy, elektromaszynowy, samochodowy, drzewny, elektrotechniczny, materiałów budowlanych, włókienniczy oraz spożywczy.

## Miasta partnerskie
- Caserta, Włochy
- Kragujevac, Serbia
- Springfield, Stany Zjednoczone
- Borlänge, Szwecja
- Bydgoszcz, Polska
- Tynaarlo, Holandia

## Sport
W mieście tym siedzibę ma klub piłkarski Argeș Pitești. Z Pitești wywodzą się piłkarze Nicolae Dobrin i Bogdan Stancu.

## Galeria

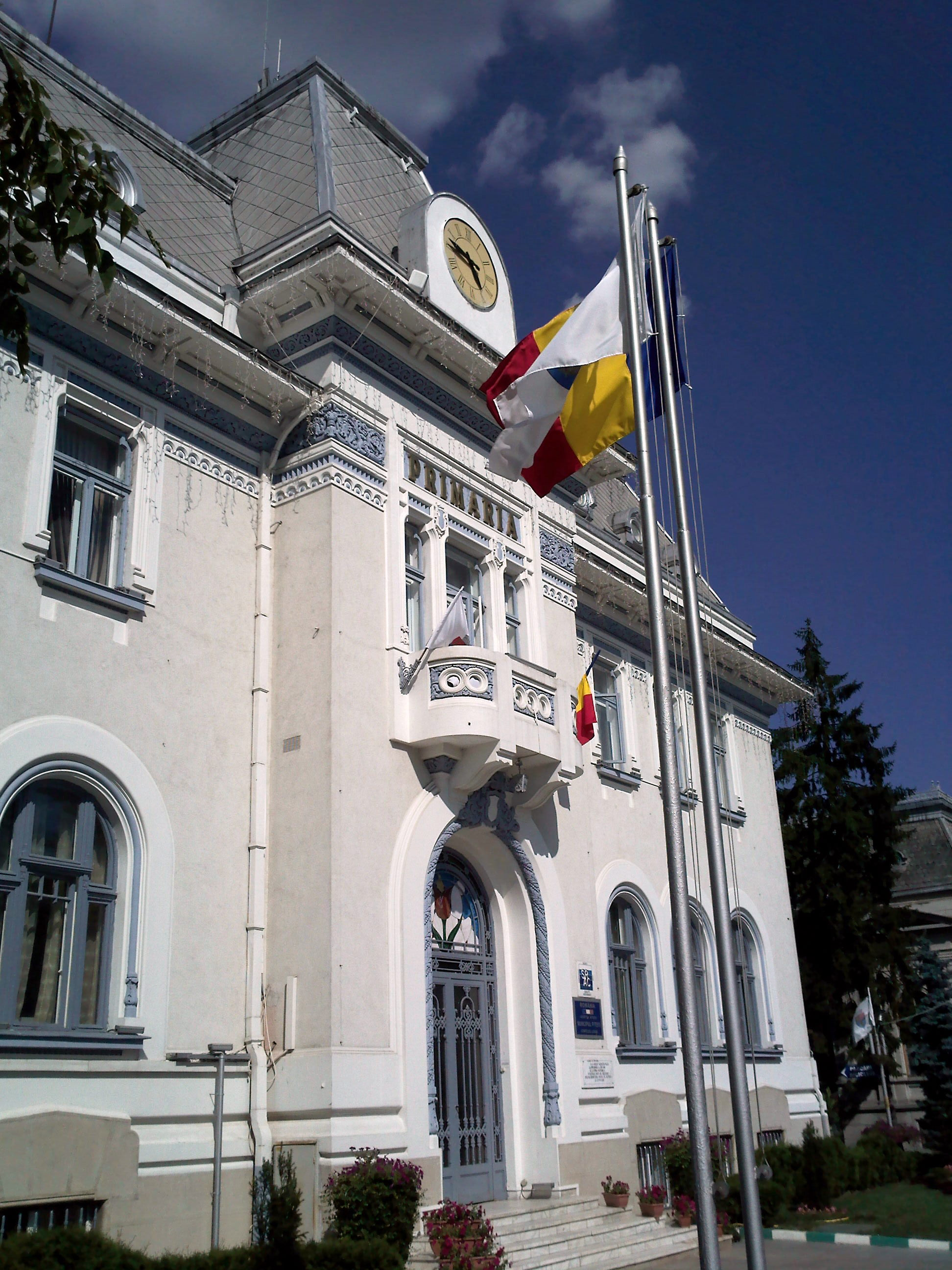
Ratusz w Pitești
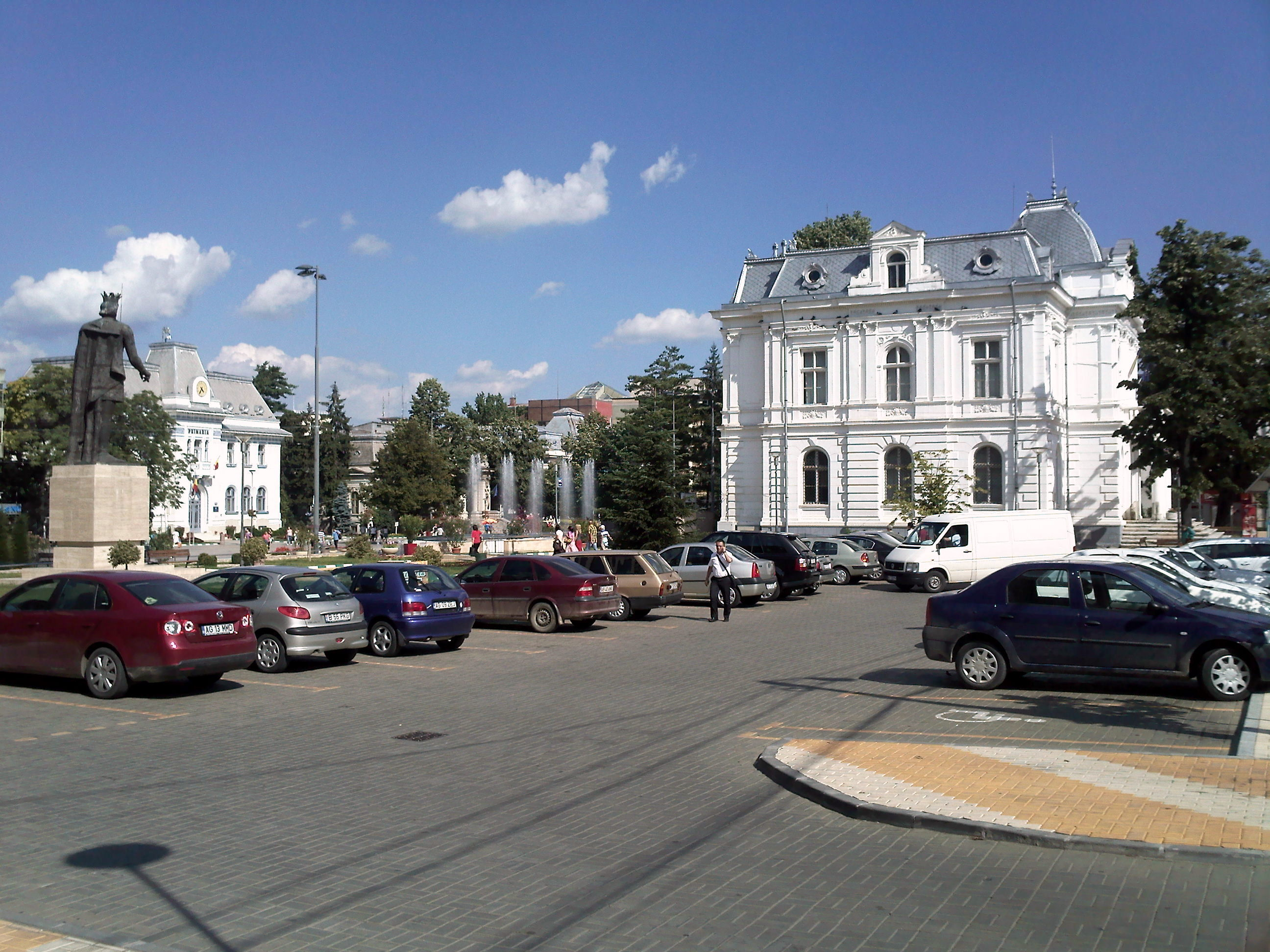
Ratusz i galeria sztuki
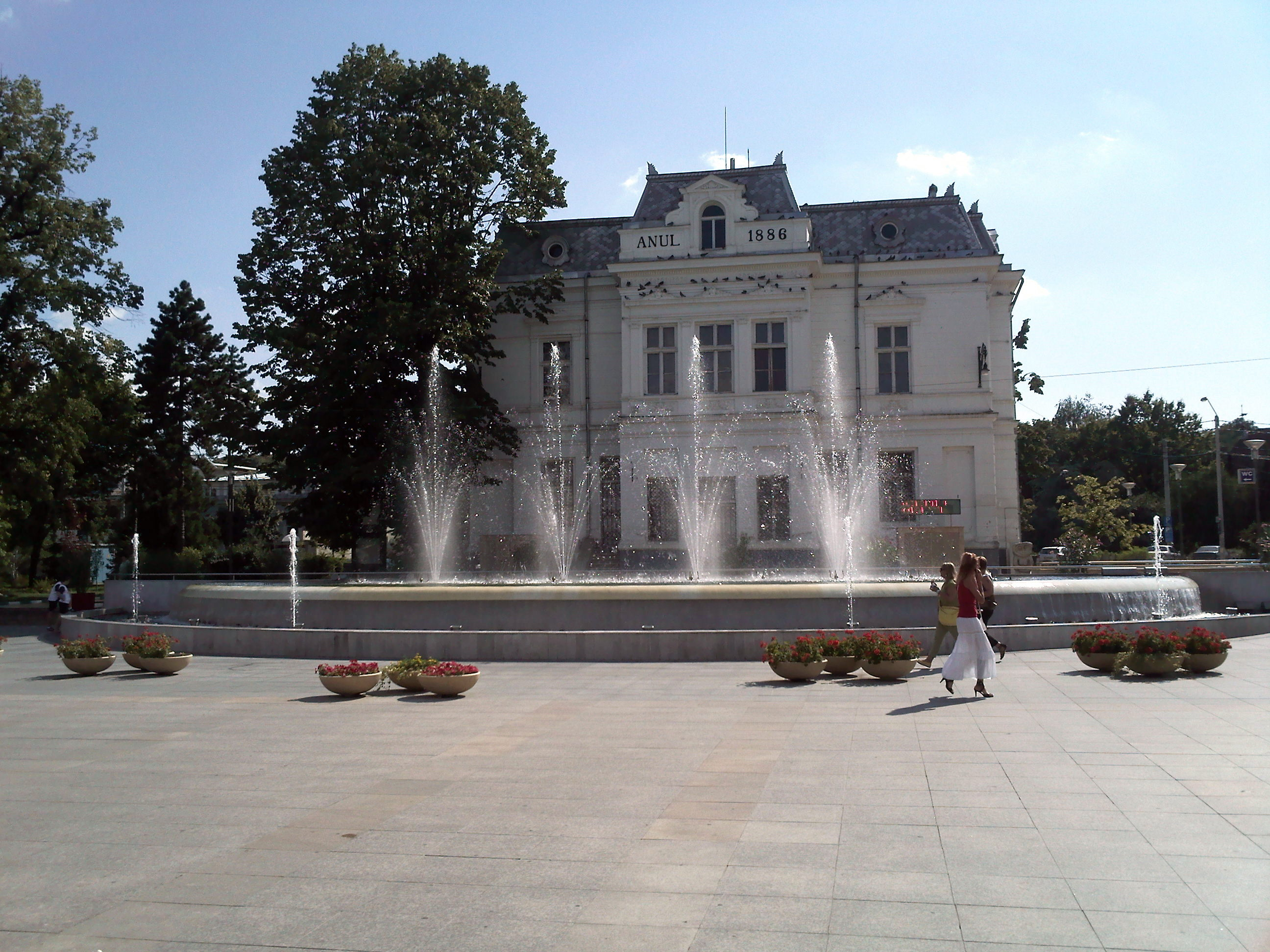
Plac Ratuszowy z fontanną, w tle galeria sztuki
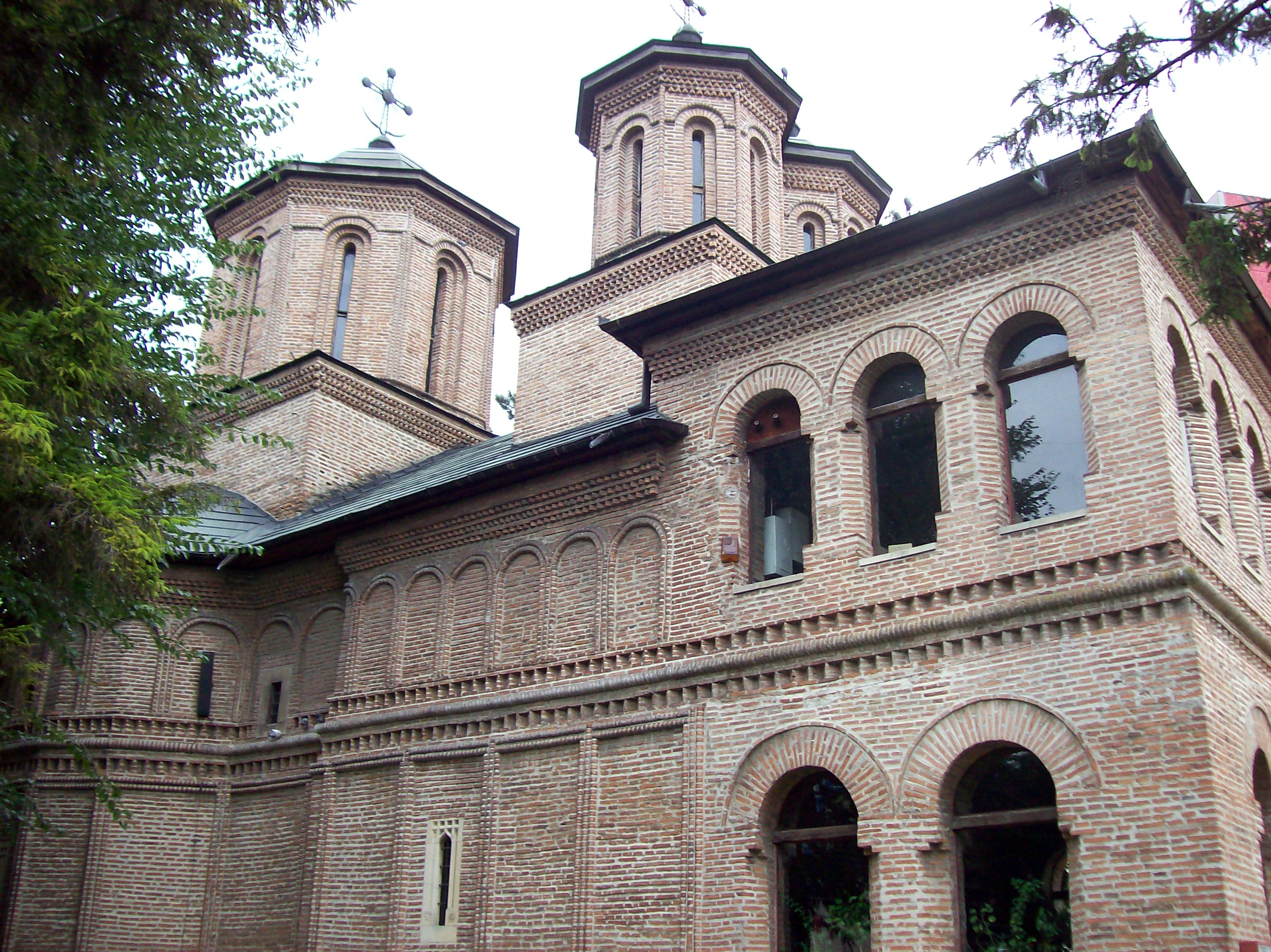
Kościół pw. Świętego Grzegorza